# Lybia caestifera
Lybia caestifera är en kräftdjursart som först beskrevs av Alcock 1898.  Lybia caestifera ingår i släktet Lybia och familjen Xanthidae. Inga underarter finns listade i Catalogue of Life.